# Fernando Guillén Cuervo
Fernando María Guillén Cuervo (Barcellona, novembre 1963) è un attore, scrittore, regista e conduttore televisivo spagnolo.

## Biografia
Fernando María Guillén Cuervo è un attore e regista spagnolo. Segue le orme dei genitori Fernando Guillén e Gemma Cuervo così come la sorella Cayetana Guillén Cuervo. 
Come attore debutta nel 1976 con la soap opera spagnola La saga de los Rius, grazie alla quale è diventato noto. In seguito ha partecipato nel ruolo di Jacobo Salgado Sanz nella serie TV poliziesca Los misterios de Laura. 
Come regista ha diretto il film Año mariano. Si dedica anche alla produzione sia di pellicole che di spettacoli teatrali. 
Nel 2018 partecipa come concorrente al programma televisivo Bailando con las estrellas,

## Filmografia parziale

### Cinema
- La legge del desiderio (La ley del deseo), regia di Pedro Almodóvar (1987)
- Le età di Lulù (Las edades de Lulù), regia di Bigas Luna (1990)
- 1492 - La conquista del paradiso (1492: Conquest of Paradise), regia di Ridley Scott (1992)
- L'amante bilingue, regia di Vicente Aranda (1993)
- Il labirinto greco, regia di Rafael Alcázar (1993)
- Il sogno di Kate (A Business Affair), regia di Charlotte Brandstrom (1994)
- Airbag - tre uomini e un casino (Airbag), regia di Juanma Bajo Ulloa (1997)
- You're the One - Una Historia de Entonces (Una historia de entonces), regia di José Luis Garci (2000)
- Los novios búlgaros, regia di Eloy de la Iglesia (2003)
- Quantum of Solace, regia di Marc Forster (2008)
- Ballata dell'odio e dell'amore (Balada triste de trompeta), regia di Álex de la Iglesia (2010)
- La corona partida (2016)

### Televisione
- La saga de los Rius - soap opera (1976-1977)
- Sin tetas no hay paraíso – serie TV, 43 episodi (2008-2009)
- Los misterios de Laura - serie TV, 32 episodi (2009-2014)
- Servir y proteger - serie TV, 872 episodi (2017-2021)
- Bailando con las estrellas programma TV, conduttore (2018)